# Старые Веледники
Ста́рые Веле́дники (укр. Старі Велідники) — село в Овручском районе Житомирской области.
Известно с 1400 года.
Код КОАТУУ — 1824285206. Население по переписи 2001 года составляет 431 человек. Почтовый индекс — 11144. Телефонный код — 4148. Занимает площадь 0,934 км².

## Местный совет
Село Старые Веледники входит в состав Нововеледницкого сельского совета.
Адрес местного совета: 11144, Житомирская область, Овручский р-н, с. Новые Веледники, ул. Центральная, 13.